# Friedrich Wilhelm von Steuben

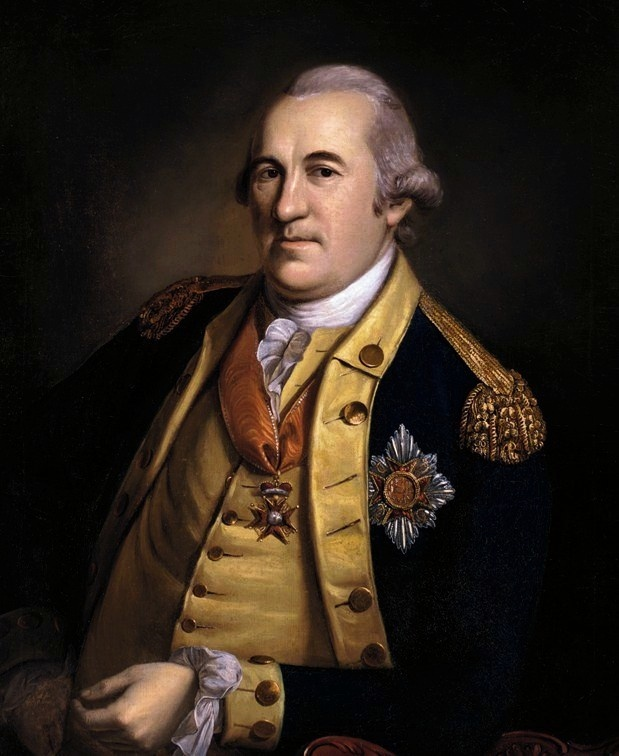
Friedrich Wilhelm von Steuben, von Charles Willson Peale.
Steubens Unterschrift:

Friedrich Wilhelm Ludolf Gerhard Augustin Freiherr von Steuben, auch bekannt als Baron Steuben (* 17. September 1730 in Magdeburg, Herzogtum Magdeburg; † 28. November 1794 in Utica, New York) war ein preußischer Offizier und US-amerikanischer General. Er reorganisierte die Kontinentalarmee im Amerikanischen Unabhängigkeitskrieg.

## Leben

### In der preußischen Armee

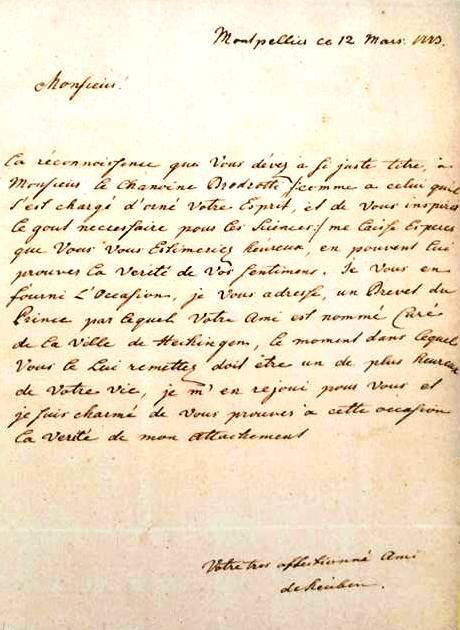
Brief des Hofmarschalls v. Steuben, Montpellier 12. März 1773

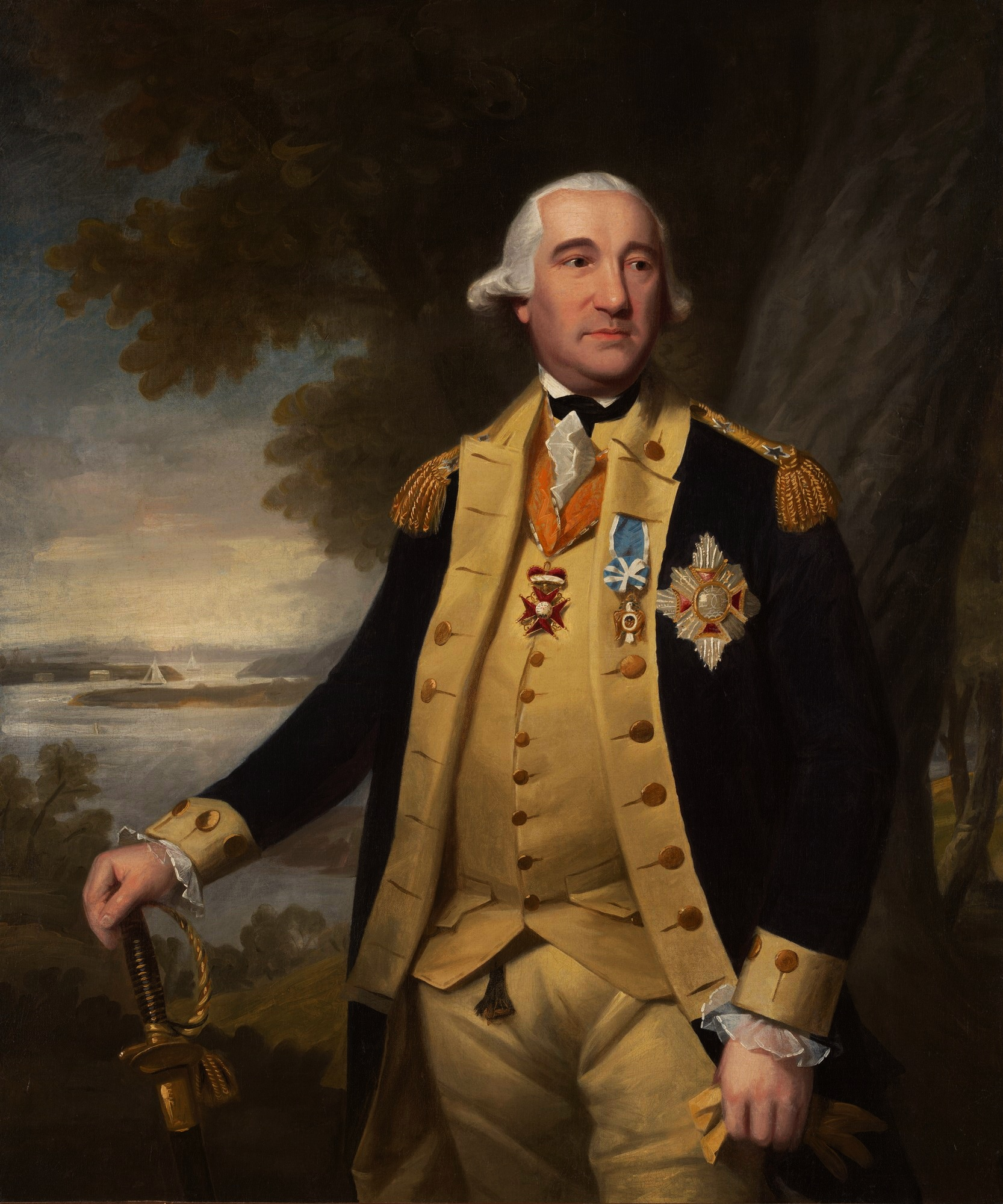
Friedrich Wilhelm von Steuben, von Ralph Earl

Friedrich Wilhelm von Steuben wurde am 17. September 1730 in der Festung Magdeburg als Sohn des preußischen Ingenieurhauptmanns (= Pionierhauptmann) Wilhelm Augustin von Steuben und seiner Frau Elizabeth von Jagow geboren. Am 24. September 1730 wurde er in der Deutsch-reformierten Kirche Magdeburg getauft. Der junge Steuben wurde bereits als Kind von seinem Vater mit nach Russland genommen, wo er sich mit ihm auf der Krim und dann in Kronstadt gerade zu der Zeit aufhielt, als Russland den Türkenkrieg unter dem General Burkhard Christoph von Münnich führte. Als Vater Steuben 1740 nach Preußen zurückkehrte, genoss der Knabe Schulunterricht in den Garnisonsstädten Neiße und Breslau. Er interessierte sich besonders für Geschichte und Mathematik. Bereits mit vierzehn Jahren begleitete er 1744 seinen Vater als Freiwilliger in den Zweiten Schlesischen Krieg und nahm an der Belagerung von Prag teil. Von den großen Erfolgen Friedrichs II. begeistert, trat Steuben 1747 in das Regiment von Lestwitz ein und wurde 1753 Leutnant. Am Siebenjährigen Krieg nahm er zuerst im „Regiment Prinz Ferdinand zu Fuß“ (1806: No. 34) teil, später im Freibataillon des Oberstleutnants Johann von Mayr. Dieses Bataillon wurde bekannt durch seinen Vorstoß aus dem preußisch besetzten Sachsen nach Franken im Mai/Juni 1757. Steuben lernte dabei die Kriegsführung dieser leichten Truppen kennen, die unabhängig operierten und durch plötzliche, überraschende Angriffe den Feind störten. 1758 ernannte ihn von Mayr zu seinem Adjutanten. Nach dem Tod Mayrs wurde von Steuben 1759 als Quartiermeister-Leutnant ins Große Hauptquartier Friedrichs des Großen versetzt. 1761 geriet er als Adjutant des Generalmajors von Knobloch bei der Kapitulation von Kolberg in russische Kriegsgefangenschaft. Nach der Thronbesteigung Peters III. wurde er sofort freigelassen.
Als Auszeichnung für seine Verdienste im Krieg nahm ihn Friedrich der Große als Hauptmann in die von ihm selbst geleitete Sonderklasse zum Erlernen der Kriegskunst auf. Meinungsverschiedenheiten mit dem Generaladjutanten des Königs Heinrich Wilhelm von Anhalt führten aber zu seiner Versetzung in die Festung Wesel. 1762 nahm Steuben als hoch dekorierter Stabskapitän Friedrichs seinen Abschied aus der preußischen Armee. 1764 wurde er Hofmarschall des Fürsten Josef Friedrich Wilhelm von Hohenzollern-Hechingen. Am 28. Mai 1769 wurde er von Markgraf Carl Friedrich von Baden-Durlach als 168. Mitglied in den badischen Hausorden der Treue (eine ritterliche Ordensgemeinschaft, die den zweifelsfreien Nachweis einer adeligen Herkunft voraussetzt und mit der Verleihung des Freiherrentitels verbunden ist) aufgenommen. Aus dem deutschen Adelsprädikat „Freiherr“ wurde später durch Homologisierung in den französischen Adelskontext das französische Adelsprädikat „Baron“, unter dem von Steuben bekannt wurde.

### Generalinspekteur der Kontinentalarmee

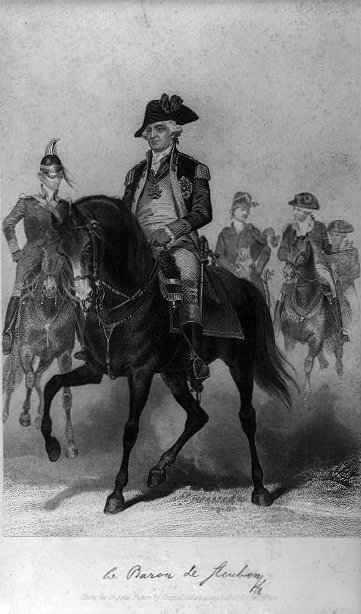
Friedrich Wilhelm von Steuben

Mehrere Dienstreisen führten ihn ins Ausland, unter anderem nach Frankreich. Dorthin unternahm der Fürst von Hohenzollern-Hechingen eine mehrjährige Reise, um Hofhaltungskosten einzusparen. Steuben begleitete ihn als sein Hofmarschall. 1777 lernte Steuben auf Veranlassung des französischen Kriegsministers Claude-Louis, comte de Saint-Germain den amerikanischen Botschafter in Paris, Benjamin Franklin, kennen. Auf dessen Empfehlung ging er nach Nordamerika, wo zwei Jahre zuvor der Amerikanische Unabhängigkeitskrieg ausgebrochen war, und trat in die amerikanische Kontinentalarmee ein. Seine Auswanderung nach Amerika wird von modernen Historikern mit einer drohenden Anklage wegen homosexueller Handlungen, damals noch als Sodomie bezeichnet, in Verbindung gebracht. Deshalb wird Steuben regelmäßig angeführt, wenn es um die Geschichte der Inklusion Homosexueller in das US-Militär geht.
Die Kontinentalarmee war zu diesem Zeitpunkt in einem sehr schlechten Zustand. Das Heer bestand nur noch aus rund 5.000 Mann. Einheitliche disziplinarische und dienstliche Strukturen existierten praktisch nicht. Steuben baute die Armee im Lager von Valley Forge ab 1778 als Generalmajor und Generalinspekteur taktisch und operativ auf und um (Regeln für die Ordnung und Disziplin der Truppen der Vereinigten Staaten, 1779). Er sorgte für die Disziplinierung, die Organisation und die Einübung der Truppen und war zeitweilig Generalstabschef George Washingtons. Er gilt als Architekt der amerikanischen Unabhängigkeit auf militärischer Ebene, da es ihm gelang, untereinander zerstrittene und militärisch unerfahrene Gruppen von Freischärlern in eine schlagkräftige Armee zu verwandeln. In den einzelnen Gefechten trugen zudem die von ihm befehligten Truppenteile maßgeblich zum Sieg bei. Seine taktischen Anweisungen bildeten die Grundlage für den amerikanischen Sieg in der Schlacht von Monmouth, dem Wendepunkt des Krieges, am 28. Juni 1778.
1780 wurde Steuben Nathanael Greenes Generalquartiermeister in Virginia, wo er auch selbständig operierte und mit kleinen Einheiten bedeutende Erfolge errang. Bis 1784 blieb Steuben zudem Generalinspekteur des Heeres. In der Entscheidungsschlacht von Yorktown, der „deutschen Schlacht“ im Oktober 1781, befehligte Steuben die 3. Division und hatte wesentlichen Anteil am Sieg.
1783 war er maßgeblich an der Gründung der Society of the Cincinnati beteiligt, die sich vor allem um die Offizierswitwen kümmerte.
Im Anschluss an die Unterzeichnung des Friedensvertrages in Paris im Jahre 1783 schied Steuben mit allen militärischen Ehren aus dem aktiven Dienst aus. Trotz seiner Verdienste musste er nach Beendigung des Krieges sieben Jahre warten, ehe der Kongress seine Ansprüche auf Entschädigung seiner Verluste und auf eine Pension erfüllte – nachdem ihn einige Einzelstaaten bereits mit Landschenkungen bedacht hatten.
Steuben lebte nach seiner Verabschiedung teils in New York City, teils auf seinen Herrensitzen Bellisarius Hall und Oneida in Oneida County. Er hatte eine Reihe öffentlicher Ämter inne, unter anderem das Ehrenamt eines Regenten der Universität des Staates New York und den Vorsitz der Deutschen Gesellschaft in New York, die 1784 gegründet wurde. Als am 26. März 1794 vom Kongress beschlossen wurde, den Hafen von New York zu befestigen, da in den Staaten große Erregung wegen eines drohenden neuen Krieges mit England bestand, wurde Steuben zum Vorsitzenden des Verteidigungskomitees ernannt. Er plante die Errichtung von Sperrforts am Hafeneingang und von schwimmenden Batterien zur Bestreichung des Ufergeländes. Steubens Plan kam wegen der inzwischen wieder eintretenden Beruhigung der Lage nicht zur Ausführung.
Am 28. November 1794 starb Steuben auf seiner Farm in Oneida County, nahe dem später nach ihm benannten Steuben County, kinderlos an einem Schlaganfall. Als Erben setzte er seine zwei Adjutanten William North und Benjamin Walker ein.

### Freimaurerei
Steuben war ein sehr aktiver Freimaurer, er wurde um 1778 in die Trinity Lodge Nr. 12 in New York aufgenommen.

## Nachruhm
Seit 1957 findet im September die Steubenparade auf der Fifth Avenue in New York City statt.
In den Vereinigten Staaten wurden eine Reihe von Ortschaften und Countys nach Steuben benannt:
- Steuben (Maine), eine Stadt in Maine
- Steuben (New York), eine Stadt im Bundesstaat New York
- Steuben (Wisconsin), eine Stadt in Wisconsin
- Steubenville im Bundesstaat Ohio
- das Steuben County in Indiana
- und Steuben County im Bundesstaat New York

Seit dem 7. Dezember 1910 steht Steubens Bronzestatue von Albert Jaegers im Lafayette Park in Washington. Zugleich schenkte der Kongress der Vereinigten Staaten als Zeichen der Freundschaft mit dem deutschen Volk Kaiser Wilhelm II. ein Duplikat. Die Bronzestatue wurde 1911 auf dem Fiakerplatz am Potsdamer Stadtschloss aufgestellt und der Platz in Steubenplatz umbenannt. Beim Luftangriff auf Potsdam in der Nacht des 14. April 1945 vom Sockel gestürzt, wurde sie auf einem Kasernengelände eingelagert. Im Jahr 1950 ließ der SED-Kulturpolitiker Paul Wandel sie als „Buntmetallschrott“ einschmelzen. Anlässlich der 750-Jahr-Feier Berlins 1987 stellten die USA an der West-Berliner Clayallee als Zeugnis der deutsch-amerikanischen Freundschaft einen Abguss auf. Am 28. November 1994 konnte mit Hilfe zahlreicher deutscher und amerikanischer Spender ein zweiter Abguss mit einer Gedenktafel auf dem wiedererstehenden Steubenplatz in Potsdam aufgestellt werden. Ein weiterer Abguss des Washingtoner Steuben-Denkmals steht seit 1996 in seiner Geburtsstadt Magdeburg. Für Camp Valley Forge schuf 1915 der schweiz-amerikanische Bildhauer Jakob Otto Schweizer (1863–1955) ein Steuben-Standbild. Im Park der Villa Eugenia in Hechingen, Residenz der Fürsten von Hohenzollern-Hechingen, wurde 1969 ein Steuben-Gedenkstein errichtet und durch den damaligen stellvertretenden Befehlshaber der US-Streitkräfte in Europa, General David A. Burchinal, enthüllt. Die zweisprachigen Inschrift lautet: „Zum Andenken an Friedrich Wilhelm von Steuben, Fürstl. Hohenz. Hofmarschall in Hechingen von 1764-1776, Organisator der amerikanischen Armee, gewidmet am 10. Mai 1969. In memoriam Friedrich Wilhelm von Steuben, Lord Chamberlain of the Prince of Hohenzollern, in Hechingen from 1764 to 1776, Inspector General of the American Army, dedicated on May 10, 1969.“
Alle zwei Jahre halten die Nachkommen von Steubens Eltern an Orten mit Bezug zu ihm ein Von-Steuben-Treffen ab.
In Cuxhaven wurde die Pier für Auswandererschiffe als Steubenhöft benannt. 1931 erhielt ein Schiff seinen Namen. Bis 1993 gab es in Gießen und bis 2003 in Achim eine Steuben-Kaserne. Viele Städte in Deutschland und in den Vereinigten Staaten benannten Straßen nach Friedrich Wilhelm von Steuben, Nürnberg die Steubenbrücke, Potsdam auch eine Schule.
Bei der US Navy gab es bisher zwei Schiffe, die zu Ehren Friedrich Wilhelms von Steuben seinen Namen trugen:
Das erste war das nach dem Kriegseintritt der Vereinigten Staaten im April 1917 beschlagnahmte deutsche Passagierschiff Kronprinz Wilhelm. Dieses wurde zum Truppentransporter umgebaut und als USS Von Steuben (ID-3017) von 1917 bis 1919 eingesetzt. 1918 entkam es im Atlantik einem Hinterhalt deutscher U-Boote.
Das zweite Schiff hatte die US Navy in der Zeit von 1964 bis 1994 als Atom-U-Boot mit ballistischen Raketen unter dem Namen USS Von Steuben im Dienst.

### Denkmäler

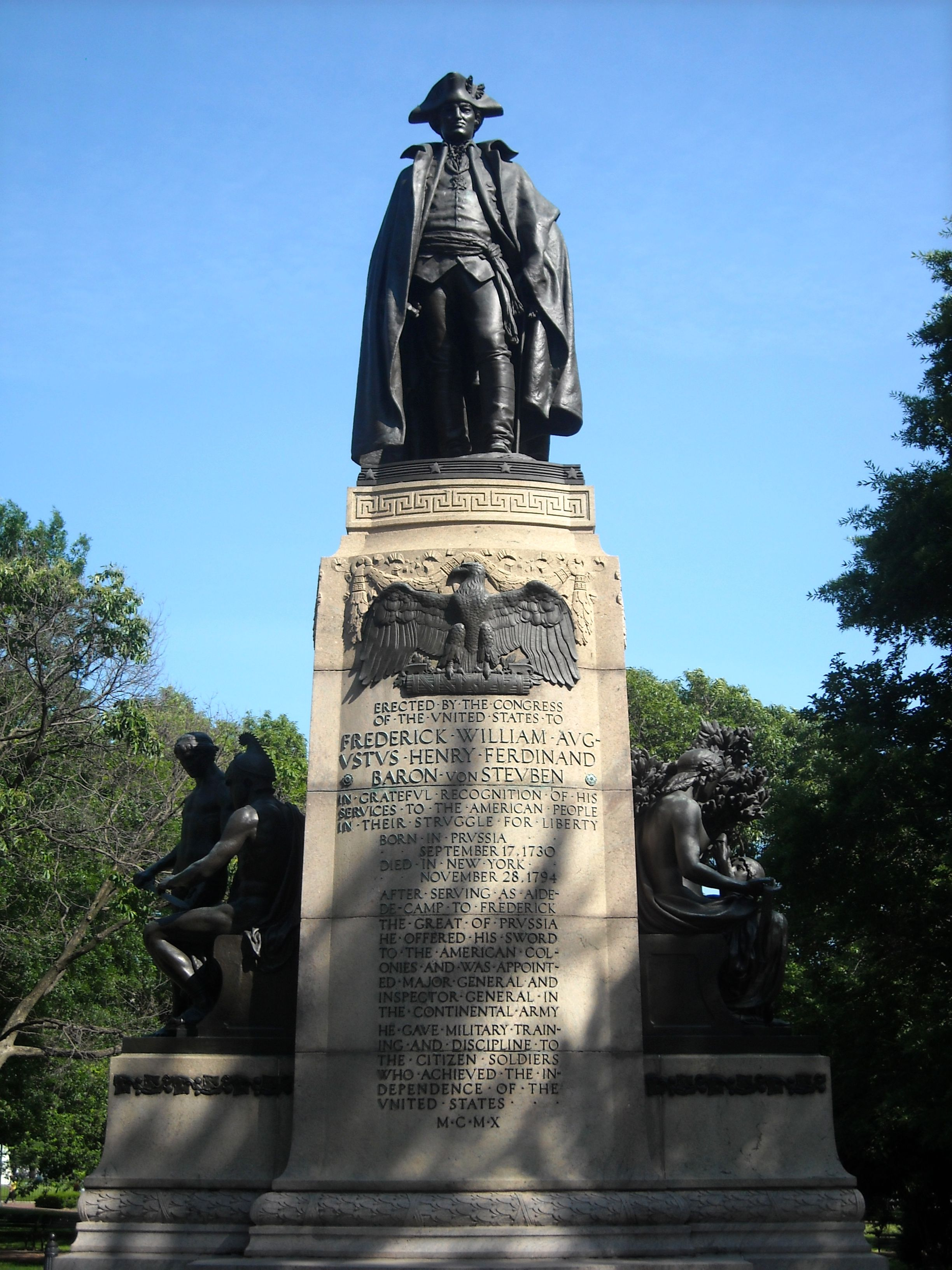
Steuben-Denkmal im President’s Park in Washington, D.C., geschaffen von Albert Jaegers, 1910
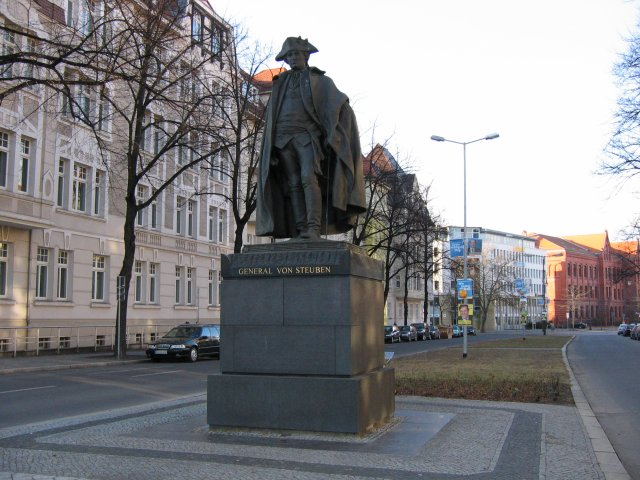
General-von-Steuben-Denkmal in Magdeburg
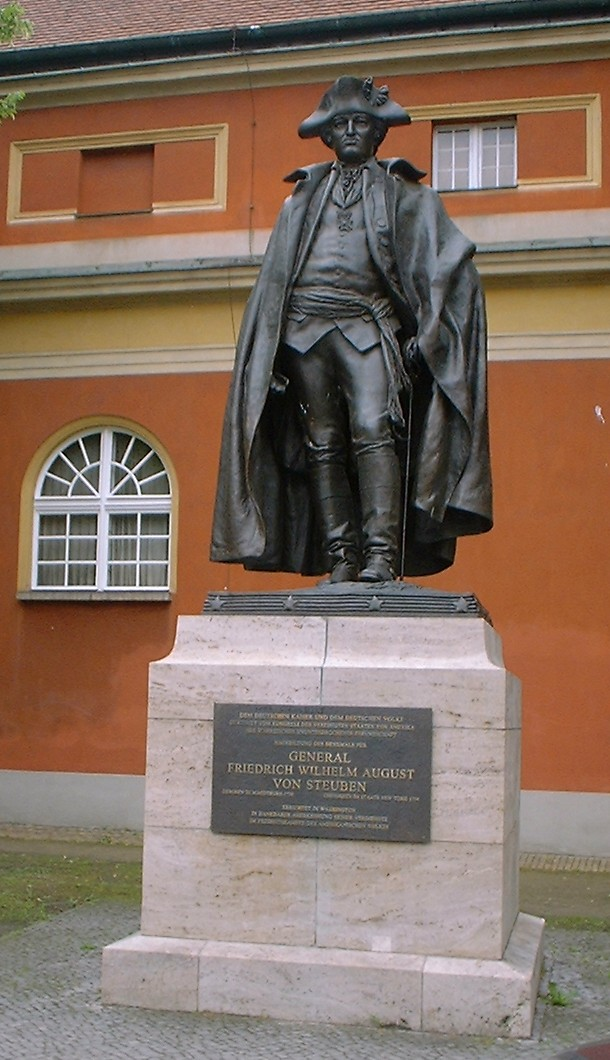
Steuben-Denkmal in Potsdam
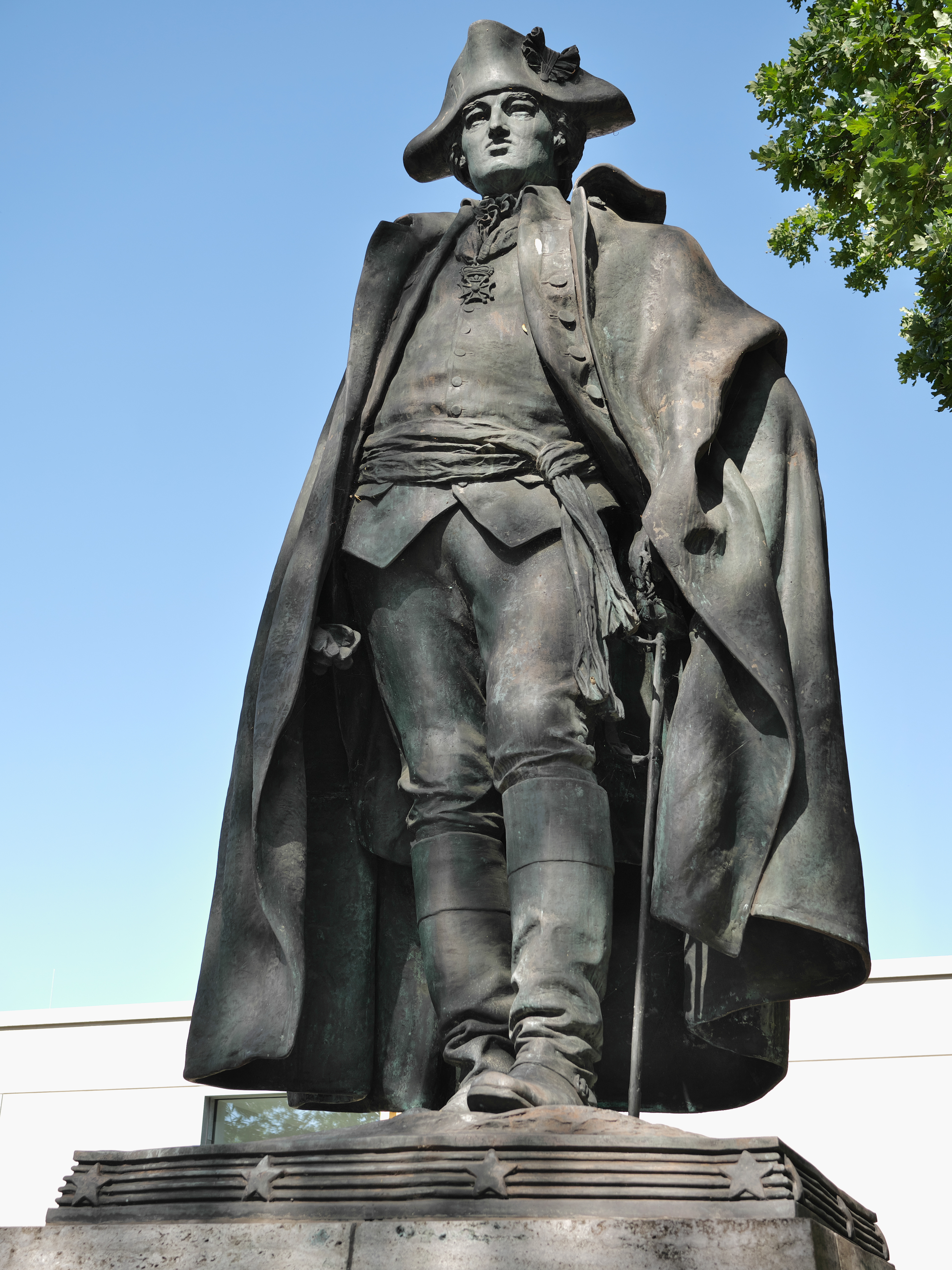
Abguss nach dem Original von Albert Jaegers in der Clayallee in Berlin-Dahlem
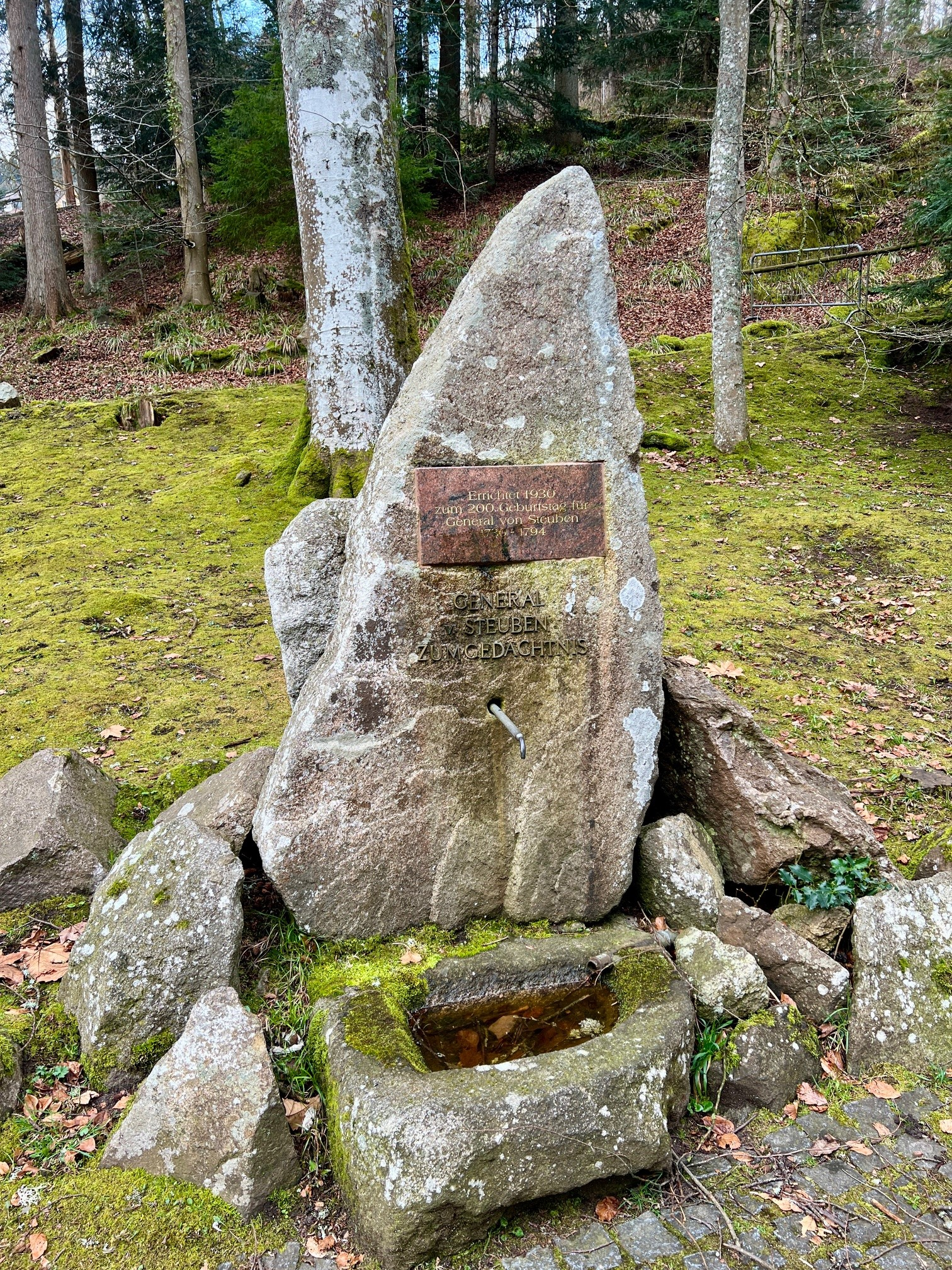
Steubenbrunnen im Kurpark Bad Wildbad von 1930

### Briefmarken

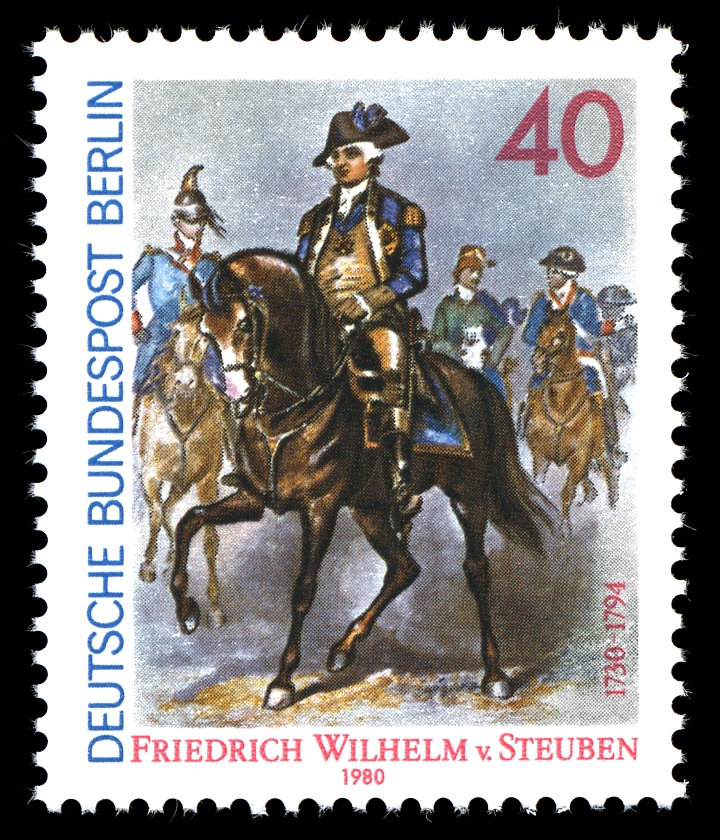
Briefmarken-Jahrgang 1980 der Deutschen Bundespost Berlin

## Schriften
- Regeln für die Ordnung und Disziplin der Truppen der Vereinigten Staaten. 1793, (Ausgabe 1803, books.google.de).

## Zitat
„Als ich mein Schwert zur Verteidigung dieser Staaten zog, tat ich es mit dem Entschluss, dass nur der Tod mich zwingen solle, es niederzulegen“

### Monographien
- Friedrich Kapp: Leben des amerikanischen Generals Friedrich Wilhelm von Steuben. Berlin 1858 (books.google.de).
- Friedrich Franz von Conring: Ein Offizier Friedrichs des Großen unterm Sternenbanner. Steubens amerikanische Sendung. 1931. Auch auf Niederländisch 1943.
- Franz Fabian (Schriftsteller): Die Schlacht von Monmouth. Friedrich Wilhelm von Steuben in Amerika. 1. Auflage 1961; 5. Auflage. Militärverlag der DDR, Berlin 1988, ISBN 3-327-00583-4.
  - Franz Fabian: Steuben. Ein Preuße in Amerika. Vision, Berlin 1996, ISBN 3-928787-14-4 (ergänzte und erweiterte Neuausgabe des Buches: Die Schlacht von Monmouth).
- Armin M. Brandt: Friedrich Wilhelm von Steuben. Preußischer Offizier und amerikanischer Freiheitsheld, Mitteldeutscher Verlag, Halle 2006, ISBN 3-89812-312-X.
- Jürgen Brüstle: Friedrich Wilhelm von Steuben. Eine Biographie. Tectum Verlag, Marburg 2006.
- John McAuley Palmer: General von Steuben. 2. Auflage, Societäts-Druckerei, Frankfurt/Main 1984.
- Paul Douglas Lockhart: The Drillmaster of Valley Forge: The Baron de Steuben and the Making of the American Army. HarperCollins, New York 2008, ISBN 978-0-06-145163-8 (englisch).

### Weitere
- Steuben, 1) Friedrich Wilhelm von. In: Meyers Konversations-Lexikon. 4. Auflage. Band 15, Verlag des Bibliographischen Instituts, Leipzig/Wien 1885–1892,  S. 309.
- Bernhard von Poten: Steuben, Friedrich Wilhelm von. In: Allgemeine Deutsche Biographie (ADB). Band 36, Duncker & Humblot, Leipzig 1893, S. 142–148.
- Mark Häberlein: Steuben, Friedrich Wilhelm von. In: Neue Deutsche Biographie (NDB). Band 25, Duncker & Humblot, Berlin 2013, ISBN 978-3-428-11206-7, S. 308 (Digitalisat).
- Werner Giesebrecht (Hrsg.): Friedrich Wilhelm von Steuben. Leben, Zeit und Zeitgenossen. Katalog zur Ausstellung der Stiftung Preußischer Kulturbesitz in Berlin, Bonn, Stuttgart und Würzburg anläßlich der 250. Wiederkehr von Steubens Geburtstag am 17. September 1980. 2 Bände (Aufsätze und Objektbeschreibungen). Berlin / Würzburg 1980.
- Lars Adler: Friedrich Wilhelm von Steuben als Ritter des Markgräflich badischen Ordens der Treue: der Fall einer durch Adelsanmaßung erlangten Ordensmitgliedschaft im 18. Jahrhundert. In: Herold, Verein für Heraldik, Genealogie und verwandte Wissenschaften (Hrsg.): Herold-Jahrbuch. N.F., 11. Band, 2006, ISBN 3-7686-3081-1, S. 9–32.
- Steuben, Frederick William Augustus Henry Ferdinand von. In: James Grant Wilson, John Fiske (Hrsg.): Appletons’ Cyclopædia of American Biography. Band 5: Pickering – Sumter. D. Appleton and Company, New York 1888, S. 668 (englisch, Volltext [Wikisource]).

## Dokumentationen
- Michael Reitz: Friedrich Wilhelm von Steuben. Podcastbeitrag des Radiosenders SWR2 aus der Reihe SWR2-Wissen:, 12. April 2013, auf podcast.de; abgerufen am 14. April 2013.